# Jean-Georges Sieber
Pour les articles homonymes, voir Sieber.
Jean-Georges Sieber (né le 2 février 1738 à Reiterswiesen, Bad Kissingen, et mort le 13 janvier 1822 à Paris) est un éditeur de musique français et musicien d'origine allemande.

## Biographie
Selon François-Joseph Fétis, Sieber arrive à Paris en 1758 et devint corniste dans l'orchestre de l'académie royale de musique et au Concert spirituel, en ce même temps il enseigne la harpe aux pensionnaires de l'Abbaye de Penthemont. Il commence ses activités d'édition vers 1770 après son mariage avec Marie-Julie Regnault, formée à la gravure musicale. 
Dans un premier temps, il publie surtout des compositeurs d'origine allemande, dont Johann Christian Bach, Dittersdof, Anton Fils, Carl Stamitz, Ernst Eichner, Jean-Baptiste Vanhal, Giacomo Gotifredo Ferrari ou Joseph Haydn (avec plus de 50 symphonies et de nombreuses œuvres de chambre), Mozart (Symphonie no 31 K. 297 dite « Paris » avant 1783), la première édition des sonates pour piano et violon K. 301–306 en 1778, les Concertos K. 413–415). Par la suite, il publie de nombreuses pièces de compositeurs parisiens de l'époque, de l'École de Mannheim et des maîtres italiens, tels que Felice Giardini, Luigi Boccherini, Giovanni Battista Viotti, Carlo Tessarini, Gaetano Pugnani, Giovanni Punto et Federigo Fiorillo. En 1822, l'année de sa mort, le catalogue Sieber comptait quelque 2 000 œuvres, tant instrumentales que lyriques. Il publie également la méthode de violon de Francesco Geminiani.
Son fils Georges-Julien (1775-1847) travaille d'abord avec ses parents, puis de façon autonome à partir de 1799, avant de fusionner les deux éditions en 1824 .

Quelques œuvres parues chez Sieber
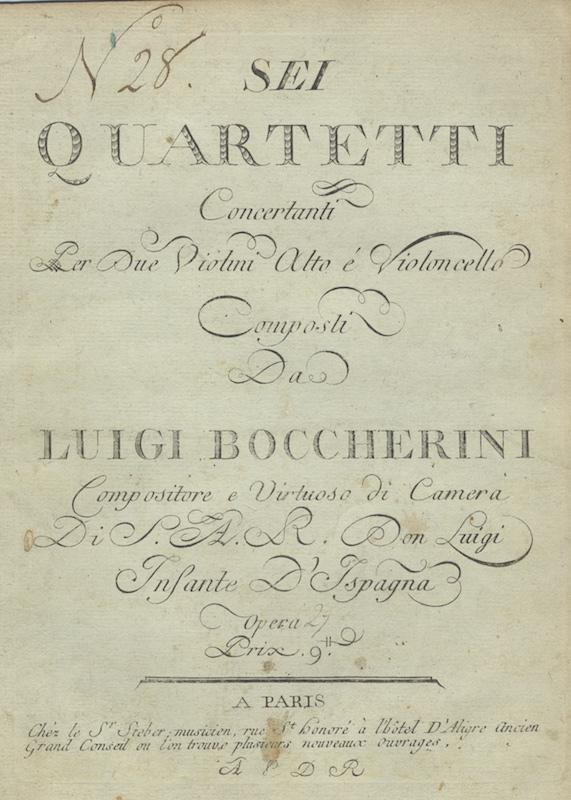
Boccherini quatuors opus 24 édités par Sieber (vers 1778).
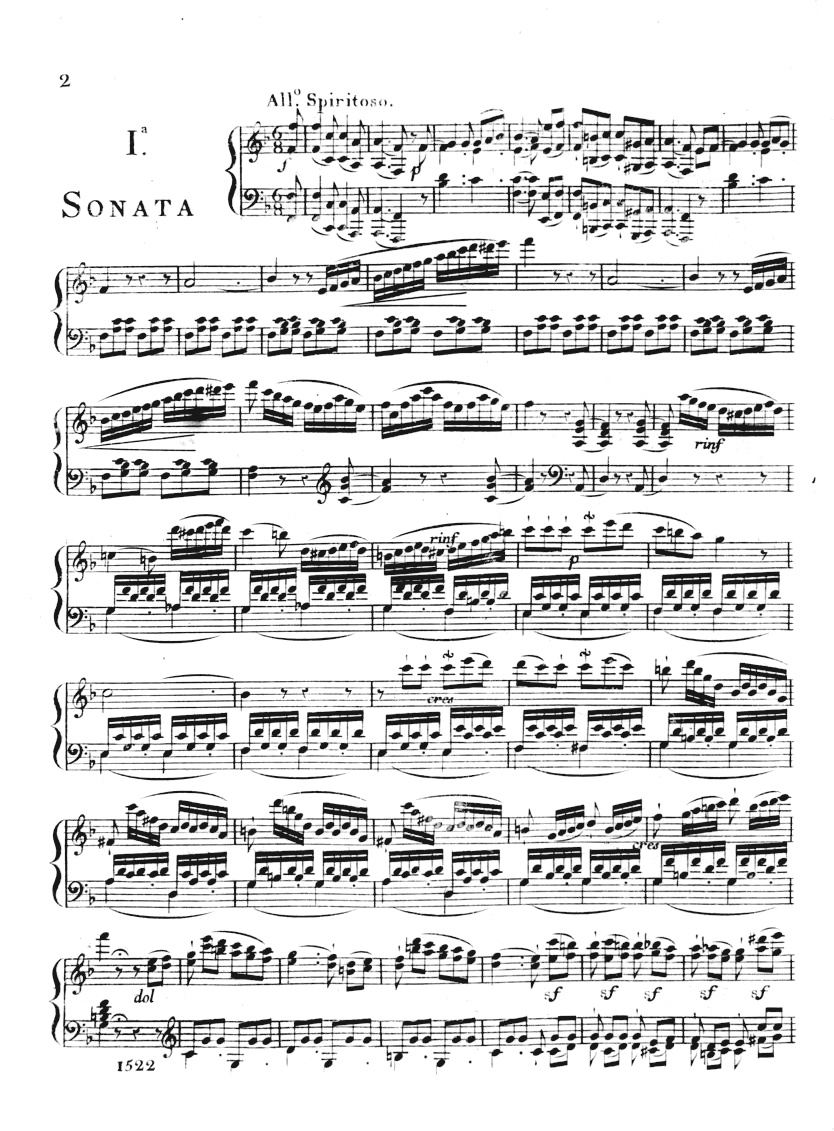
La première des trois sonates pour clavecin, opus 25 (1800) de Giacomo Gotifredo Ferrari.